# 晏森
晏森（1895年—？），第十七代克勤郡王，亦是末代克勤郡王。

## 生平
晏森于宣统元年承袭爵位，时年十四岁  。
民国初年後，将克勤郡王府变卖给民国政治家熊希龄 。不久后，更将位于北京市门头沟永定镇冯村祖坟地卖给了钟杨家，而祖坟中，皇帝御赐的驮龙碑更被卖给张学良作张作霖墓碑 。不久后将家产挥霍一空，只得为车行当洋车夫谋生。该事件在1931年9月被报道，题为《铁帽子王拉洋车》的报道引起轰动，被调侃称为“车王”，其祖坟被称为“车王坟”。随后被满洲国皇帝溥仪接回长春。
据说晏森长相奇丑，脸长嘴小，溥仪特地把他的照片寄给三妹韫颖和润麒。在韫颖和润麒的回信中写道：“俗的像北京的老妈子”、“越来越怪，可谓极缺德之能享，尽污丑之大观。” 晏森再回北京時经济状况已大有改善，溥仪赠予他了不少财物，他穿着高级并配有随从，隨後在北京買下了一個四合院居住。
不久以后，末代怡親王毓麒在西四牌樓外見到晏森，此时他又一次将家产挥霍一空。
1937年七七事变北平沦陷以后，晏森下落不明。